# Гусейнова, Гумай Мешади Мехти Гули кызы
Гумай Мешади Мехти Гули кызы Гусейнова (азерб. Humay Məşədimehdiqulu qızı Hüseynova; 25 апреля 1924, Губа — неизвестно) — советский азербайджанский кондитер, Герой Социалистического Труда (1980).

## Биография
Родилась 25 апреля 1924 года в городе Куба Кубинского уезда Азербайджанской ССР (ныне Кубинский район).
Начала трудовую деятельность в 1946 году, с 1957 года рабочая, с 1973 года бригадир кондитеров цеха по выработке восточных сладостей Бакинской бисквитной фабрики.
Работая на кондитерской фабрике, Гусейнова создала новый рецепт шор-гогала, азербайджанской народной выпечки, в процесс создания рецепта она вовлекла всю бригаду, регулярно меняли и обсуждались рецепты теста, пропорции начинки и приправ, итогом стало создание нового продукта, завоевавшего любовь у потребителей.
Гумай Гусейнова вышла с инициативой выполнить годовой план 1977 года за восемь месяцев, для выполнения этого предложения было закуплено новое оборудование, построены поточные линии. Если прежде в цехе восточных сладостей преобладал ручной труд, после закупки оборудования он составлял не более 25 процентов работы. Бригадир кондитеров прикладывала все свои силы для полной взаиимозаменяемости, экономии времени, сырья и труда, ликвидации простоев: летом 1977 года на цехе начинались простои, однако для их ликвидации, Гусейнова перестроила работу бригады на производство тортов, в результате чего было сэкономлено большое количество времени. Благодаря инициативе выполнения годового плана за восемь месяцев, на фабрике набрало обороты социалистическое соревнование, такие же высокие обязательства приняли и бригады Розии Янгляевой, Арифа Алескероглы, Джаваншира Алиева и других.
Итогом стало выполнение бригадой годового плана за семь месяцев, а за весь 1977 год было произведено продукции, аттестованной государственным знаком качества на 3,5 миллионов рублей, вместо плановых 2,5 миллионов, бригаде было присвоено звание лучшей бригады Министерства пиищевой промышленности СССР. В 1978 году Гусейнова поставила себе новую цель — выполнение за одну пятилетку два пятилетних плана, позже успешно его выполнив. Набрав большие обороты, и в 1980 году выполняла плановые задания 1987 года. Цех восточных сладостей стал производить более 35 кондитерских изделий, ежедневно выпуская более 25 тонн продукции. Гумай Гусейнова проявила себя на работе, как справедливый, строгий и требовательный руководитель.
В 1978 году Гумай Гусейновой вручена Государственная премия Азербайджанской ССР.
Указом Президиума Верховного Совета СССР от 3 октября 1980 года за выдающиеся успехи, достигнутые в досрочном выполнении заданий десятой пятилетки по производству продукции промышленности и сельского хозяйства Гусейновой Гумай Мешади Мехти Кули кызы присвоено звание Героя Социалистического Труда с вручением ордена Ленина и золотой медали «Серп и Молот».
Активно участвовала в общественной жизни Азербайджана. Член КПСС с 1953 года. Делегат XXVI съезда КПСС, XXIX, XXX и XXXI съездов КП Азербайджана.